# Heinrich Schodehoet
Heinrich Schodehoet OSA († 1515) war Augustiner-Eremit und Weihbischof in Münster und Osnabrück.

## Leben
Heinrich Schodehoet stammte aus Dissen und trat in Osnabrück in ein Kloster der Augustiner-Eremiten ein. An der Universität Rostock erlangte er am 7. Februar 1487 den Magistergrad und nannte sich später Professor der Theologie.
Am 8. Januar 1494 wurde Schodehoet vom Papst zum Titularbischof von Tricca und Weihbischof in Münster und Osnabrück ernannt. Zu dieser Zeit war Konrad von Rietberg Bischof von Münster und Bistumsverwalter von Osnabrück. Die Bischofsweihe empfing Schodehoet durch Konrad von Rietberg am 12. Januar 1494 in Santa Maria dell’Anima in Rom.
Schodehoet starb 1515, vermutlich in Rengering.

## Weihehandlungen
- 1498: Henricus Münstermann zum Abt von Marienfeld
- 1506: St. Ida in Lippetal-Herzfeld